# Kyōgen (album)
Kyōgen (狂言?) è il primo album in studio della cantante giapponese Ado, pubblicato il 26 gennaio 2022 da Virgin Records.

## Tracce
1. Readymade (レディメイド?) – 4:03
2. Odo (踊?) – 3:30
3. Domestic De Violence (ドメスティックでバイオレンス?) – 2:38
4. Freedom – 3:06
5. Fireworks (花火? "Hanabi") – 3:32
6. Aitakute (会いたくて?) – 4:55
7. Lucky Bruto (ラッキー・ブルート?) – 3:30
8. Gira Gira (ギラギラ?) – 4:36
9. Ashura-chan (阿修羅ちゃん?) – 3:15
10. Kokoro to iu Na no Fukakai (心という名の不可解?) – 4:30
11. Usseewa (うっせぇわ?) – 3:27
12. Motherland (マザーランド?) – 4:20
13. Kagakushu (過学習?) – 3:36
14. Yoru no Pierrot (夜のピエロ?) – 3:21